# Salvatore Maranzano
Salvatore Maranzano (né le 31 juillet 1886 à Castellammare del Golfo et mort le 10 septembre 1931 à New York) est un mafieux sicilien originaire de la province de Trapani, en Sicile. 

## Jeunesse
Surnommé « Little Caesare », Salvatore Maranzano fait dans sa jeunesse des études religieuses qui devaient lui permettre d’entrer dans les ordres. Doté d'un grand charisme, il était fasciné par Jules César et l'Empire romain et aimait partager ses connaissances avec ses acolytes moins éduqués.

## Évolution et ascension pendant la guerre de Castellammare
En 1924, il émigre aux États-Unis et intègre naturellement la famille castellammaraise de New York, la famille Schiro, dirigée par Nicola « Cola » Schiro. Paré d’une réputation d’homme d’honneur, ayant un fort sens de la tradition sicilienne, il s’impose sans mal et gagne très vite le respect des membres de sa famille.
Reconnu pour son aptitude toute particulière à la stratégie militaire, il est nommé parrain de sa famille par Stefano Magaddino après l’assassinat de Gaspar Milazzo, parrain de la famille Castellammaraise de Détroit et au début de la guerre dite « de Castellammare » (ou Guerre des Castellammarese) contre Giuseppe « Joe the boss » Masseria. Lucky Luciano élimine Masseria en 1931 et Maranzano s'autoproclamera boss of bosses ou capo di tutti capi (le Parrain de tous les parrains).

## Capo di tutti capi
Il organise en mai 1931 une réunion nationale à Wappingers Falls et officialise ainsi sa position dominante. Les cinq familles de New York sont remaniées avec son accord :
- la famille Schiro devient la famille Maranzano, famille dominante et est dirigée par Salvatore Maranzano (aujourd’hui famille Bonanno)
- la famille Reina devient la famille Gagliano, reprise par Gaetano Gagliano (aujourd’hui famille Lucchese)
- la famille Manfredi devient la famille Scalise reprise par Frank Scalise (aujourd’hui famille Gambino)
- la famille Masseria devient la famille Luciano reprise par Lucky Luciano (aujourd’hui famille Genovese)
- la famille Profaci conserve son dirigeant Joe Profaci (aujourd’hui famille Colombo)

Il soutient notamment la légitimité d'Al Capone à la tête de la famille de Chicago, qui en échange reconnaît sa suprématie. 
Il reconnaît vingt-quatre autres familles officielles réparties dans tous les États-Unis, qui doivent évidemment lui faire allégeance.
Son génie en temps de guerre entre les clans s'avérera être une faiblesse en temps de paix. Incapable de résoudre les différents problèmes entre familles, manquant de diplomatie, il se met à dos une partie de ses confrères.

## Assassinat
Maranzano est assassiné le 10 septembre 1931 dans son bureau de Park Avenue par des hommes de main de Meyer Lansky, déguisés en agents fédéraux. Cet assassinat est commandité par Lucky Luciano et Vito Genovese, informés du fait que Maranzano prévoyait de les assassiner le même jour. Maranzano a été trahi par son bras droit, Tony Bender (de son vrai nom Anthony Strollo). Il est poignardé et mitraillé moins d'un an après avoir accédé au plus haut niveau hiérarchique jamais atteint dans la mafia italo-américaine.
Salvatore Maranzano reste comme le seul « boss des boss » connu aux États-Unis et comme un grand stratège en temps de guerre. Après son règne (court mais influent), les cinq familles new-yorkaises ont été une nouvelle fois remaniées par Luciano et une « Commission » a été mise en place, pour que la direction de la Cosa Nostra ne soit pas dans les mains d'un seul homme, mais assurée par une assemblée.

## À noter
Les parrains ayant été considérés comme « capo di tutti capi » après le règne de Maranzano, comme Lucky Luciano, Gaetano Lucchese, Carlo Gambino, ou plus récemment Paul Castellano, Vincent Gigante, ont été considérés comme tels en raison de leur incontestable influence au sein de la Commission et à la domination, sur une certaine période, de leur famille ; ce qui leur donnait une voix et un pouvoir supérieur aux autres parrains.
Officiellement, le rang de « capo di tutti capi » n’est plus attribué aux États-Unis depuis la mise en place de la Commission.